# Hrabstwo Shelby (Iowa)

Piramida wieku hrabstwa

Hrabstwo Shelby (ang. Shelby County) to hrabstwo w stanie Iowa w Stanach Zjednoczonych. Hrabstwo zajmuje powierzchnię lądową 1 528 km². Według szacunków US Census Bureau w roku 2005 liczyło 12 634 mieszkańców. Siedzibą hrabstwa jest miasto Harlan.

## Miasta
| - Defiance - Earling - Elk Horn | - Harlan - Irwin - Kirkman | - Panama - Portsmouth - Shelby | - Tennant - Westphalia |

## Drogi główne
- U.S. Highway 59
- Iowa Highway 37
- Iowa Highway 44
- Iowa Highway 173
- Iowa Highway 191